# Poiuyt

Poiuyt o tridente impossibile

Un poiuyt, conosciuto anche come tridente impossibile o blivet è una figura indecidibile, un'illusione ottica e un oggetto impossibile. Il nome deriva dai primi sei tasti della prima fila alfabetica della tastiera americana, partendo dall'ultima lettera (QWERTYUIOP → POIUYTREWQ).

## Caratteristiche
La figura sembra avere tre rebbi cilindrici a un capo che si trasformano misteriosamente in due rettangolari all'altro capo. Comparve per la prima volta sulla copertina della rivista Mad nel marzo 1965 e da allora è apparsa molte volte altrove, come per esempio nell'albo speciale n. 15 della serie Martin Mystère (giugno 1998), dove è erroneamente citato come "poayut".